# Triebendorf
Triebendorf là một đô thị thuộc huyện Murau thuộc bang Steiermark, nước Áo. Đô thị Triebendorf có diện tích 8,52 km², dân số thời điểm năm 2005 là 824 người.